# 圣老楞佐分发施舍
《圣老楞佐分发施舍》（義大利語：San Lorenzo distribuisce le elemosine）是一幅湿壁画，位于梵蒂冈宗座宫的尼各老小堂，由真福安杰利科修士和贝诺佐·戈佐利绘制于1447-1448年，尺寸为271 x 205 厘米。这幅湿壁画位于中墙的右侧，是《圣老楞佐的生平事迹》组画的第三幅。

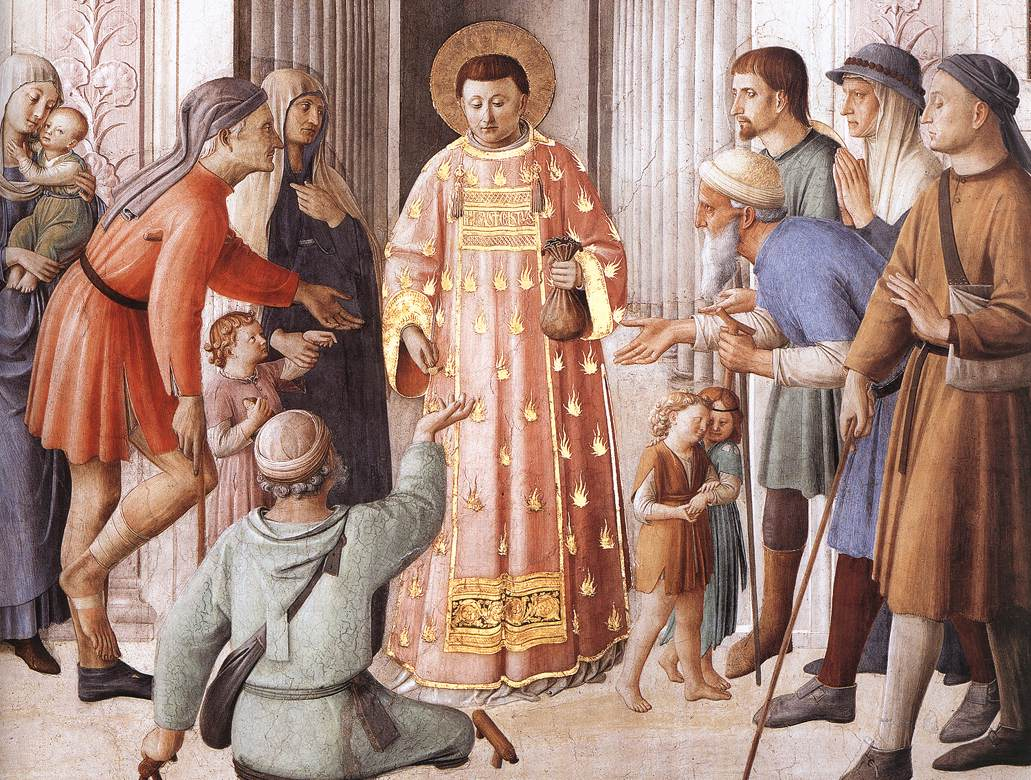
细部